# Vacón
Vacón nebo Bakom je peruánské hybridní bojové umění, které je používáno armádou a tamější armádou k prevenci kriminality. Je tvořeno starodávnými bojovými styly (např. jiu-jitsu) a kombinací mnoha pouličních bojových technik a stylů. Na počátku 80. let ho vytvořil Roberto Puch Bezada, námořní důstojník a specialista na jiu-jitsu, který později o svém umění napsal knihu. Vacón je jeden z nejnásilnějších systémů sebeobrany používaných v ulicích. Hlavním cílem je zaútočit na soupeře co největší silou a narušit jeho rovnováhu. Typickými znaky jsou také páky na ruce a škrcení.
Jedná se o bojové umění, jehož cílem je rychle ovládnout a způsobit maximální poškození soupeři. Není nijak neobvyklé, že konfrontace končí smrtí jednoho ze zápasníků, protože jsou často používané i zbraně.

## Pravidla Vacónu
Roberto Puch sepsal 7 základní pravidel vacónu, kterými jsou:
- První pravidlo: „Studujte soupeře a analyzujte typ fyzické konstituce“
- Druhé pravidlo: „Zachovejte klid, rozum, nechte svou mysl pracovat rychle a bezpečně, udržujte tělo pružné a ne ztuhlé“
- Třetí pravidlo: „Vždy si pamatujte, že dovednost je lepší než síla a uchylujte se ke kreolské neštěstí, tedy totálnímu boji“
- Čtvrté pravidlo: „Zkontrolujte a zapamatujte si slabá místa lidského těla“
- Páté pravidlo: „Nedůvěra je součástí moudrosti před možným triumfem; nikdy se neobracej zády ke svému soupeři, nikdy nezanedbávejte žádný úhel jeho těla“
- Šesté pravidlo: „Překvapení je základním kamenem úspěchu v akci; je nutné přepínat a kombinovat různé taktiky v průběhu boje“
- Sedmé pravidlo: „Nikdy se nevzdávejte soupeře, naopak si zajistěte svou porážku neúnavným útokem na něj“